# Route nationale 2516
La route nationale 2516 (RN 2516), anciennement autoroute A516, est une courte route nationale française de 900 mètres reliant le sud d'Aix-en-Provence à l'autoroute A51.
Elle est issue du déclassement de l’A516 le 19 novembre 2018[réf. nécessaire].
La loi n° 2022-217 du 21 février 2022 prévoit le transfert des routes nationales aux collectivités volontaires. La nationale 2516 sera transféré en intégralité au département des Bouches-du-Rhône au 1er janvier 2024.